# Рагби седам на Летњим олимпијским играма 2016.
Рагби 7 на Летњим олимпијским играма 2016. (службени назив: Rugby sevens at the 2016 Summer Olympics) се играо од 6. до 11. августа 2016. у Рио де Жанеиру. Рагби 7 је нови олимпијски спорт. У првој половини двадесетог столећа на Летњим олимпијским играма играо се рагби 15.

## Мушкарци

### Групна фаза такмичења
Група А
| Репрезентација | Одиграно утакмица | Победа | Нерешено | Пораз | Постигнути поени | Примљени поени | Поен разлика | Бодови |
| -------------- | ----------------- | ------ | -------- | ----- | ---------------- | -------------- | ------------ | ------ |
| Фиџи           | 3                 | 3      | 0        | 0     | 85               | 45             | +40          | 9      |
| Аргентина      | 3                 | 2      | 0        | 1     | 62               | 35             | +27          | 7      |
| САД            | 3                 | 1      | 0        | 2     | 59               | 41             | +18          | 5      |
| Бразил         | 3                 | 0      | 0        | 3     | 12               | 97             | -85          | 3      |

САД - Аргентина 14-17
Фиџи - Бразил 40-12
САД - Бразил 26-0
Фиџи - Аргентина 21-14
Аргентина - Бразил 31-0
Фиџи - САД 24-19
Група Б
| Репрезентација         | Одиграно утакмица | Победа | Нерешено | Пораз | Постигнути поени | Примљени поени | Поен разлика | Бодови |
| ---------------------- | ----------------- | ------ | -------- | ----- | ---------------- | -------------- | ------------ | ------ |
| Јужноафричка Република | 3                 | 2      | 0        | 1     | 55               | 12             | +43          | 7      |
| Француска              | 3                 | 2      | 0        | 1     | 57               | 45             | +12          | 7      |
| Аустралија             | 3                 | 2      | 0        | 1     | 52               | 48             | +4           | 7      |
| Шпанија                | 3                 | 0      | 0        | 3     | 17               | 76             | -59          | 3      |

Аустралија - Француска 14-31
Јужноафричка Република - Шпанија 24-0
Аустралија - Шпанија 26-12
Јужноафричка Република - Француска 26-0
Француска - Шпанија 26-5
Јужноафричка Република - Аустралија 5-12
Група Ц
| Репрезентација   | Одиграно утакмица | Победа | Нерешено | Пораз | Постигнути поени | Примљени поени | Поен разлика | Бодови |
| ---------------- | ----------------- | ------ | -------- | ----- | ---------------- | -------------- | ------------ | ------ |
| Велика Британија | 3                 | 3      | 0        | 0     | 73               | 45             | +28          | 9      |
| Јапан            | 3                 | 2      | 0        | 1     | 64               | 40             | +24          | 7      |
| Нови Зеланд      | 3                 | 1      | 0        | 2     | 59               | 40             | +19          | 5      |
| Кенија           | 3                 | 0      | 0        | 3     | 19               | 90             | -71          | 3      |

Велика Британија - Кенија 31-7
Нови Зеланд - Јапан 12-14
Велика Британија - Јапан 21-19
Нови Зеланд - Кенија 28-5
Кенија - Јапан 7-31
Нови Зеланд - Велика Британија 19-21

### Нокаут фаза такмичења
9-12. место
САД - Бразил 24-12
Шпанија - Кенија 14-12
Бразил - Кенија 0-24
САД - Шпанија 24-12
5-8. место
Нови Зеланд - Француска 24-19
Аргентина - Аустралија 26-21
Француска - Аустралија 12-10
Нови Зеланд - Аргентина 17-14
Борба за медаље
'Четвртфинале'
Фиџи - Нови Зеланд 12-7
Јапан - Француска 12-7
Велика Британија - Аргентина 5-0
Јужноафричка Република - Аустралија 22-5
'Полуфинале'
Фиџи - Јапан 20-5
Велика Британија - Јужноафричка Република 7-5
'Меч за бронзану медаљу'
Јапан - Јужноафричка Република 14-54
'Финале'
Фиџи - Велика Британија 43-7
| Освајачи злата на Летњим олимпијским играма 2016. |
| ------------------------------------------------- |
| Рагбисти Фиџија                                   |

## Жене

### Групна фаза такмичења
Група А
| Репрезентација | Одиграно утакмица | Победа | Нерешено | Пораз | Постигнути поени | Примљени поени | Поен разлика | Бодови |
| -------------- | ----------------- | ------ | -------- | ----- | ---------------- | -------------- | ------------ | ------ |
| Аустралија     | 3                 | 2      | 1        | 0     | 101              | 12             | +89          | 8      |
| Фиџи           | 3                 | 2      | 0        | 1     | 48               | 43             | +5           | 7      |
| САД            | 3                 | 1      | 1        | 1     | 61               | 24             | +43          | 6      |
| Колумбија      | 3                 | 0      | 0        | 3     | 0                | 137            | -137         | 3      |

САД - Фиџи 7-12
Аустралија - Колумбија 53-0
САД - Колумбија 48-0
Аустралија - Фиџи 36-0
Фиџи - Колумбија 36-0
Аустралија - САД 12-12
Група Б
| Репрезентација | Одиграно утакмица | Победа | Нерешено | Пораз | Постигнути поени | Примљени поени | Поен разлика | Бодови |
| -------------- | ----------------- | ------ | -------- | ----- | ---------------- | -------------- | ------------ | ------ |
| Нови Зеланд    | 3                 | 3      | 0        | 0     | 109              | 12             | +97          | 9      |
| Француска      | 3                 | 2      | 0        | 1     | 71               | 40             | +31          | 7      |
| Шпанија        | 3                 | 1      | 0        | 2     | 31               | 65             | -34          | 5      |
| Кенија         | 3                 | 0      | 0        | 3     | 17               | 111            | -94          | 3      |

Француска - Шпанија 24-7
Нови Зеланд - Кенија 52-0
Француска - Кенија 40-7
Нови Зеланд - Шпанија 31-5
Шпанија - Кенија 19-10
Нови Зеланд - Француска 26-7
Група Ц
| Репрезентација   | Одиграно утакмица | Победа | Нерешено | Пораз | Постигнути поени | Примљени поени | Поен разлика | Бодови |
| ---------------- | ----------------- | ------ | -------- | ----- | ---------------- | -------------- | ------------ | ------ |
| Велика Британија | 3                 | 3      | 0        | 0     | 91               | 3              | +88          | 9      |
| Канада           | 3                 | 2      | 0        | 1     | 83               | 22             | +61          | 7      |
| Бразил           | 3                 | 1      | 0        | 2     | 29               | 77             | -48          | 5      |
| Јапан            | 3                 | 0      | 0        | 3     | 10               | 111            | -101         | 3      |

Велика Британија - Бразил 29-3
Канада - Јапан 45-0
Велика Британија - Јапан 40-0
Канада - Бразил 38-0
Бразил - Јапан 26-10
Канада - Велика Британија 0-22

### Нокаут фаза такмичења
9-12. место
Бразил - Колумбија 24-0
Кенија - Јапан 0-24
Бразил - Јапан 33-5
Колумбија - Кенија 10-22
5-8. место
Шпанија - Француска 12-24
Фиџи - САД 7-12
Шпанија - Фиџи 21-0
Француска - САД 5-19
Борба за медаље
'Четвртфинале'
Аустралија - Шпанија 24-0
Канада - Француска 15-5
Велика Британија - Фиџи 26-7
Нови Зеланд - САД 5-0
'Полуфинале'
Аустралија - Канада 17-5
Велика Британија - Нови Зеланд 7-25
'Меч за бронзану медаљу'
Канада - Велика Британија 33-10
'Финале'
Аустралија - Нови Зеланд 24-17
| Освајачи злата на Летњим олимпијским играма 2016. |
| ------------------------------------------------- |
| Рагбисткиње Аустралије                            |

## Статистика
Највише есеја
Карлин Ајлс 6 есеја
Портија Вудман 10 есеја
Највише поена
Тери Буароа 43 поена
Портиа Вудман 50 поена

## Видео снимци
Снимак финалне утакмице Велика Британија - Фиџи
Rio Replay: Men's Rugby Sevens Final Match - YouTube
Најбоља обарања на женском рагбију 7 у Бразилу.
Top 10 women's rugby tackles - YouTube